# ジーン・ワシントン (1944年生のワイドレシーバー)
ジーン・ワシントン（Gene Washington, 1944年11月23日- ）はテキサス州ラ・ポート出身のアメリカンフットボール選手。1967年から1974年まで、NFLのミネソタ・バイキングス、デンバー・ブロンコスでプレーした。ポジションはワイドレシーバー。

## 経歴

### プロ入りまで
長身でスピードのある彼はミシガン州立大学ではアメリカンフットボールの他に陸上競技も行いハードル走の選手であった。1964年から1966年まで先発し、その間チームは23勝6敗1分、1965年、1966年にはオールアメリカンに選ばれる活躍を見せて、同大学の全米チャンピオンに貢献した。

### NFL
1967年のNFLドラフト1巡全体8位でミネソタ・バイキングスに指名されて入団した。同じドラフトでは1巡全体2位で大学のチームメート、RBクリントン・ジョーンズや後にプロフットボール殿堂入りを果たすDEアラン・ペイジがノートルダム大学から入団した。
1年目の1967年、レシーブ平均29.5ヤードを獲得した。1968年には46回のキャッチを果たした。1969年にはチームトップの39回のキャッチで821ヤードを獲得、9タッチダウンをあげてチームのスーパーボウル出場に貢献した。またプロボウルにも選ばれている。ニューオーリンズのチュレーン・スタジアムで行われた第4回スーパーボウルで彼は1回のレシーブで9ヤードに終わり、チームもカンザスシティ・チーフスに7-23で敗れた。
バイキングスには1972年までの6シーズン在籍し、172回のキャッチで3,087ヤードを獲得、23タッチダウンをあげた。
1973年にはデンバー・ブロンコスでプレーした。

### 現役引退後
1975年にビッグ・テン・カンファレンスのオールタイムチームに選ばれた。
2011年5月、カレッジフットボール殿堂入りを果たした。